# Samsung Galaxy Young
El Samsung Galaxy Young (GT-S6310) era un teléfono inteligente fabricado y diseñado por Samsung. Usa el sistema operativo Android 4.1 Jelly Bean y tiene una pantalla multitáctil de dos dedos capacitiva LCD. El dispositivo fue anunciado en marzo de 2013.
Samsung ha fabricado el sucesor del famoso Samsung Galaxy Y (Ver Controversia por modelos) dándole nuevas y mejores características.
El dispositivo tiene todo tipo de conexiones inalámbricas, como WiFi 2.0, Bluetooth y banda ancha móvil 3G y 3.5G. Puede funcionar como módem inalámbrico WiFi y posee un navegador aGps y permite el uso de diferentes sensores internos para que la manipulación sea óptima. Entre las prestaciones que ofrece está el poder silenciar el altavoz del aparato colocando este boca abajo o el de girar el teléfono sobre la mano para activar la cámara entre otros.
Este modelo de la empresa sur coreana viene en tres colores de fábrica que son blanco, azul, vino tinto y gris. Cuenta con el Modo Fácil de Samsung que hace más fácil la manipulación del dispositivo haciendo que la interfaz gráfica sea similar a la que la empresa usaba en modelos anteriores que no usaban Android como los modelos Samsung Star I y II.
Fue sucedido por el Samsung Galaxy Young Ii

## Especificaciones generales
| Característica             | Detalles |
| -------------------------- | --- |
| Fabricante                 | Samsung |
| Pantalla                   | TFT Capacitiva de 3.27 pulgadas (320 × 480 píxeles); Multitáctil (2 Puntos)                                                          |
| Cámara                     | 3.2 Mpx (2048x1536 píxeles), geo-tagging, Detector de Sonrisa.                                                                       |
| Video                      | VGA (640x480) : 25fps. |
| Redes                      | GSM/EDGE: 850, 900, 1800, y 1900 MHz UMTS/HSPA+ 850, 900, 1900 y 2100 MHz (Dependiendo de la versión)                                |
| Disponibilidad             | Marzo de 2013 |
| Peso                       | 112 g |
| Dimensiones                | 109.4 x 58.6 x 12.5 mm |
| Colores                    | Negro, Blanco, Azul y Gris. |
| Conectividad               | Bluetooth 3.0, Wi-Fi, Micro SD, 3G/3.5G, Micro USB, NFC (sólo GT-S6310N)                                                             |
| Micro SD                   | Hasta 64 GB (no incluida) |
| Procesador                 | Qualcomm MSM7227A de un núcleo a 1.0 GHz.                                                                                            |
| RAM                        | 768 MB |
| Batería                    | Standard, Li-Ion 1300 mAh |
| WLAN                       | 802.11b (11 Mbit/s), 802.11g (54 Mbit/s), 802.11d (roaming), 802.11i (seguridad, WEP, WPA, WPA2, EAP), 802.11e (QoS issues), 802.11n |
| Sistema operativo          | Android 4.1 Jelly Bean |
| Formatos de audio          | MP3, WMA, WAV |
| Formatos de video          | MP4, FLV, 3GP, 3G2 |
| Métodos físicos de entrada | Auricular 3.5 mm y Micro USB |
| Mensajería                 | Email, Push Email, IM |

## Controversia por modelos
Samsung, con el lanzamiento de este modelo bajo la referencia "Young" se hace referencia a la evolución de un homónimo anterior que era el Samsung Galaxy Y (Young) aunque dándole mejores prestaciones tanto en velocidad como la cámara y la potencia del procesador y la RAM.
El modelo anterior fue lanzado en agosto del 2011 siendo el modelo económico de Samsung entre los que presentó su línea Galaxy. El modelo actual fue presentado 19 meses después en donde, ya con varios aprendizajes en el camino, presenta un modelo más avanzado y más veloz pero de un tamaño similar.